# Ivan Ribar
Ivan Ribar (Vukmanić, 21 de janeiro de 1881 - Zagreb, 2 de fevereiro de 1968) foi um político croata que serviu em vários governos de várias formas na Iugoslávia. Ideologicamente um pan-eslavo e comunista, ele era um membro proeminente dos guerrilheiros iugoslavos, que resistiram à ocupação nazista da Iugoslávia.

## Biografia
Ribar nasceu em Vukmanić (parte de Karlovac) e fez doutorado em direito. Trabalhou como advogado em Zagreb, Đakovo e Belgrado. 
Ribar perdeu toda a família durante a Segunda Guerra Mundial: seus dois filhos, Ivo "Lola" e Jurica, e sua esposa Antonija. Tanto Ivo quanto Jurica foram mortos em ação em 1943 lutando pelos guerrilheiros, enquanto a esposa de Ribar foi executada pelos alemães em 1944.  Ivo, seu filho mais velho, estava no comando da Liga dos Jovens Comunistas da Iugoslávia (SKOJ) durante a guerra e foi proclamado postumamente Herói do Povo da Iugoslávia. 

### Política
Na política, foi: Presidente da Assembleia Parlamentar do Reino dos Sérvios, Croatas e Eslovenos (1920–22)  Presidente do Comitê Executivo do Conselho Antifascista para a Libertação Nacional da Iugoslávia (26 de outubro de 1942 - 4 de dezembro de 1943), Presidente do Presidium da Assembleia Popular Provisória (4 de dezembro de 1943 – 5 de março de 1945) e Presidente do Presidium da Assembleia Nacional (29 de dezembro de 1945 – 14 de janeiro de 1953).
Desde a proclamação de uma república em 1945 até 1953, Ribar foi o chefe de estado de jure da Iugoslávia; sua posição como orador parlamentar foi constitucionalmente equivalente à de presidente. Em 1953, o líder do Partido Comunista e primeiro-ministro Josip Broz Tito, líder de fato do país desde 1945, foi eleito para o novo cargo de Presidente da República.

### Segundo casamento e morte
Ribar passou seus últimos anos em Zagreb.  Em 1952 ele se casou com a pintora e poetisa Cata Dujšin-Ribar e mudou-se para o apartamento dela na 3 Demeter Street.  Ele morreu em 1968, aos 87 anos.  Em 1976, sua viúva doou seu apartamento e sua coleção de arte para a cidade de Zagreb. A coleção de arte está exposta no flat da Demeter Street, aberto ao público. A partir de 2021, o apartamento está temporariamente fechado devido aos danos causados pelo terremoto de Zagreb em 2020. 